# Podagrion oon
Podagrion oon är en stekelart som beskrevs av Grissell och Goodpasture 1981. Podagrion oon ingår i släktet Podagrion och familjen gallglanssteklar. Inga underarter finns listade i Catalogue of Life.